# Bezjak (Harry Potter)
Bezjak je termin iz romana o Harryju Potteru britanske spisateljice J. K. Rowling. Označava osobu koja je pripadnik nečarobnjačke zajednice, odnosno osobu koja nema urođeni dar magije. Mnogi učenici u Školi vještičarenja i čarobnjaštva Hogwarts porijeklom su iz bezjačkih obitelji ili iz obitelji u kojima je jedan roditelj bezjak, a drugi čarobnjak ili vještica. Za djecu iz miješanih brakova kaže se da su polukrvni ili miješane krvi, a djeca čija su oba roditelja čarobnjaci nazivaju se čistokrvnima. Za djecu koja imaju talent za magiju, ali su im oba roditelja bezjaci (kao u slučaju Hermione Granger) obično se jednostavno kaže da su bezjačkog podrijetla, ali postoje i pogrdni izrazi da su mutnjaci ili da im je krv prljava, što se u čarobnjačkom svijetu smatra velikom uvredom. Oni koji potječu iz čarobnjačke obitelji, a nemaju magične sposobnosti (što je velika rijetkost) nazivaju se hrkanima. Tvorac termina je prevoditelj Zlatko Crnković.

## Bezjaci u čarobnjačkom svijetu
Većina drevnih čistokrvnih čarobnjačkih obitelji ima negativan stav prema bezjacima. Oni su mišljenja da čarobnjaci i vještice bezjačkog porijekla ne zavređuju učenje magije te da bi se magija trebala zadržati isključivo u čarobnjačkim obiteljima. Oni također pokazuju negativan stav prema onim čarobnjacima i vješticama koji ulaze u brak s bezjacima ili čarobnjacima bezjačkog podrijetla. 
To ide u toliku krajnost da je oko 1970. godine, Lord Voldemort započeo kampanju čišćenja čarobnjačke zajednice i Velike Britanije od čarobnjaka i vještica bezjačkog porijekla, kao i samih bezjaka. U početku je imao veliku podršku većine uglednih čistokrvnih obitelji što potvrđuje činjenicu netrpeljivosti čarobnjačke zajednice prema bezjacima. Voldemort je vremenom skupljao sve više istomišljenika  - smrtonoša oko sebe koji su provodili kampanju sistematskog ubijanja čarobnjaka bezjačkog podrijetla. 
U međuvremenu, većina drevnih i uglednih obitelji uvidjela je Voldemortove greške i pružila je podršku Albusu Dumbledoreu, koji je od početka bio protiv mučenja i ubijanja bezjaka. Poslije Voldemortova pada, čista krv izgubila je svoju prijašnju vrijednost i čarobnjaci bezjačkog porijekla izjednačili su se s onim čistokrvnim, iako su još uvijek postojali oni koji su davali prednost čistoj krvi. 
Također, većini čarobnjaka bezjaci su prava nepoznanica. Čarobnjaci se ne znaju ponašati u bezjačkom svijetu. Ne snalaze se s bezjačkim novcem, ne znaju se koristiti javnim prijevozom te se ne znaju prerušiti u bezjake. Oni znaju da negdje postoji bezjački svijet, ali se rijetko susreću s njime. Postoje neki pomalo ekscentrični ljudi, poput Arthura Weasleyja, koji se dive bezjacima i koji su opsjednuti njima. 
U Hogwartsu postoji predmet Bezjačke studije koji se bavi upravo proučavanjem bezjaka. Stanje u Beauxbatonsu nije poznato, ali se zna da je Durmstrang izbirljiv po pitanju učenika koji će pohađati tu školu. Naime, za razliku od Hogwartsa koji prima učenike bez obzira na porijeklo, Durmstrang prima samo čistokrvne čarobnjake i vještice.

## Etimologija
Engleski izvornik riječi bezjak jest muggle. J. K. Rowling rekla je da je porijeklo riječi muggle od termina mug što na engleskom označava osobu koju je lako prevariti. Sufiks -gle je dodat, naprosto kako bi se razlikovao bezjak od naivca, te kako bi zvučalo različito. 
Riječ bezjak je 2003. godine dodana u Oxfordov rječnik engleskog jezika. Prema Rječniku ona označava osobu kojoj nedostaju određene vještine. Također, na engleskom se govornom području ustalila riječ bezjak (odnosno muggle), i to u malim tematskim grupama ljudi koji nazivaju bezjacima one koji ne pripadaju toj grupi. 
Inspiriran radom Rowlingove, Stephen King, poznati američki književnik, definirao je bezjaka kao "nemaštovitu i često neugodnu odraslu osobu koja ili neće ili ne može razumjeti djecu". 
Bezjak, općenito označava osobu koja ne pripada određenoj grupi kojoj pripadaju oni koji je tako nazivaju. Na primjer, neke sekte nazivaju bezjacima one koji ne pripadaju tim sektama.   

## Ostalo
- Popis bezjaka u romanima o Harryju Potteru